# Baustellenfertigung

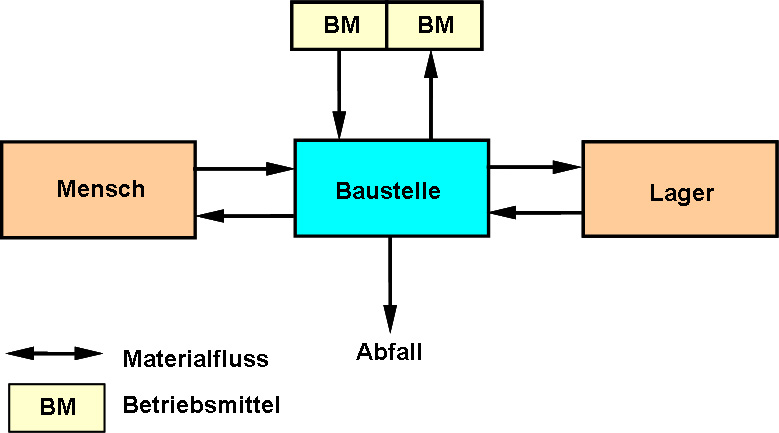
Prinzip der Baustellenfertigung

Bei der Baustellenfertigung (auch Fertigung nach dem Platzprinzip) handelt es sich um ein Ablaufprinzip, bei dem die Arbeitskräfte und Produktionsmittel zum Platz des ortsgebundenen Arbeitsgegenstandes, der Baustelle, gebracht werden. Es handelt sich damit um ein ortsgebundenes Arbeitssystem. Die benötigten Betriebsmittel sind jedoch nicht ortsgebunden, sondern werden entsprechend den Arbeitsvorgängen an den Ort der Leistungserstellung befördert. Die Hauptschwierigkeiten der Baustellenfertigung liegen in der Planung und Disposition dieser Betriebsmittel.
Dieses Fertigungsprinzip wird in der Regel dort angewandt, wo Arbeitsgegenstände schwer zu bewegen sind, bspw. im Anlagenbau, bei Brücken, Gebäude oder allgemein bei Bauwerken.
Bei der Baustellenfertigung sind eine detaillierte Planung der Baustelleneinrichtung, eine genaue Planung der Transportkette und die ausführliche Planung der technologischen Reihenfolge der Fertigung erforderlich. Planungsfehler können gravierende Auswirkungen auf das Projektergebnis haben.

## Die Projektplanung und das Projektcontrolling
Die Projektplanung hat ihre Schwerpunkte in folgenden Bereichen:
- Zeitgerechte Bereitstellung von Arbeitskräften
- Disposition der benötigten Maschinen (z. B. Kräne)
- Disposition von Werkzeugen
- Detaillierte Zeitplanung der Arbeitsvorgänge

Neben einem ausführlichen Projektmanagement ist die Pünktlichkeit der Lieferungen (ein Parameter der Lieferqualität) ebenfalls wichtig. Bei Lieferverzögerungen kann es zu Leerzeiten kommen, aus denen Fehlmengenkosten entstehen.
Weitere Risiken bei der Baustellenfertigung stellen die Qualität vor Ort, die komplizierte Logistik und die teilweise notwendige parallele Bearbeitung von mehreren Teilschritten dar. Da Baustellenfertigung im Regelfall im Freien stattfindet, kann auch häufig ungünstiges Wetter den Prozess beeinflussen, wenn bestimmte Arbeiten bei schlechten Wetter, Hitze oder Kälte nicht möglich sind. Projektcontrolling ist aus diesem Grund von wesentlicher Bedeutung.